# تپه کیخسرو
تپه کیخسرو مربوط به دوران‌های تاریخی پس از اسلام است و در شهرستان دلیجان، دهستان جوشق، روستای خاوه واقع شده و این اثر در تاریخ ۱۱ دی ۱۳۸۰ با شمارهٔ ثبت ۴۶۰۹ به‌عنوان یکی از آثار ملی ایران به ثبت رسیده است.